# Velvet Goldmine
Velvet Goldmine — песня Дэвида Боуи, записанная во время сессии записи альбома The Rise And Fall Of Ziggy Stardust And The Spiders From Mars в 1971 году. Рабочее название — He’s a Goldmine, под которым её и планировалось включить в альбом (на второй его стороне). Песня, однако, не вошла в альбом. Как пояснил сам Боуи в одном из своих интервью в 1972 году, она была «очень дэвид-боуиевская» (англ. very David Bowie) и имела «несколько провокационный» текст (который, вероятно, намекает на отношения Боуи с другим мужчиной). Композиция была выпущена без ведома самого Боуи на стороне «B» сингла Space Oddity в 1975 году (вместе с песней Changes). По этому поводу певец возмущался: «Целая вещь вышла без того, чтобы я услышал окончательный вариант. Кто-то другой смикшировал её — экстраординарный шаг!» (англ. The whole thing came out without my having a chance to listen to the mix.  Somebody else had mixed it - an extraordinary move).
Песня, хотя и вышла на стороне «В» сингла, приобрела популярность и её название стало названием фильма «Бархатная золотая жила» (музыка Боуи должна была звучать в кинокартине, однако, он запретил её использование, так как ему не понравился сценарий).